# Calocosmus nigritarsis
Calocosmus nigritarsis là một loài bọ cánh cứng trong họ Cerambycidae.